# Chipewyan 201D
Chipewyan 201D är ett reservat i Kanada.   Det ligger i provinsen Alberta, i den centrala delen av landet, 2 800 km nordväst om huvudstaden Ottawa.
I omgivningarna runt Chipewyan 201D växer i huvudsak barrskog. Trakten runt Chipewyan 201D är nära nog obefolkad, med mindre än två invånare per kvadratkilometer.